# 코아우일라이테하스주
코아우일라이테하스주(Coahuila y Tejas)는 1824년 헌법 하에 새로 설립된 멕시코 주의 하나이다.

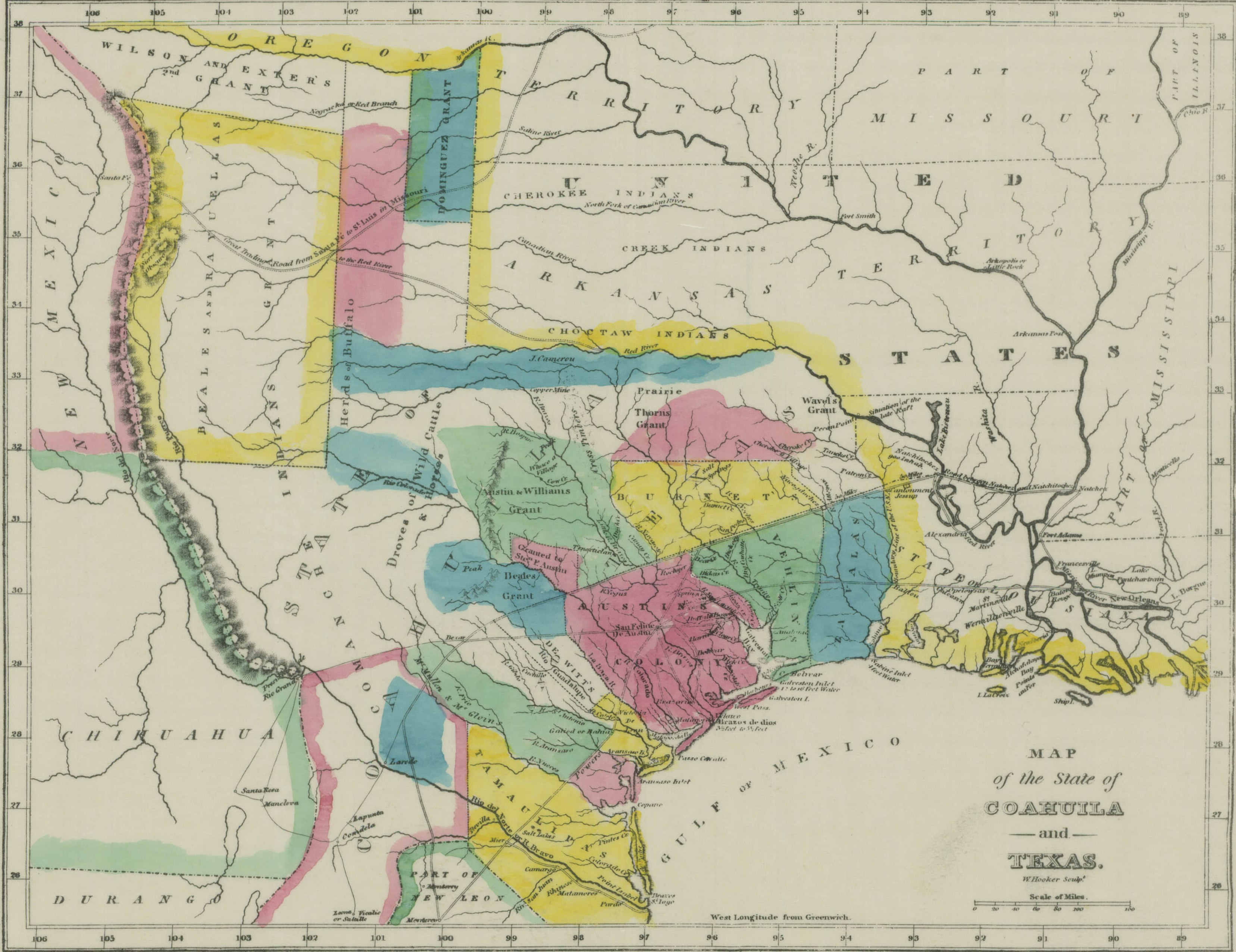
1833년의 코아우일라 이 테하스 주

## 개요
그 짧은 기간에 2개의 주도가 있었는데, 하나는 살티요(Saltillo)이며, 또 하나는 몬클로바(Monclova)였다. 정치적 목적으로, 주는 벡사(Béxar, 테하스), 몬클로바(Monclova, 코아우일라 북부), 리오그란데 살틸로(Río Grande Saltillo, 코아우일라 남부) 세 개로 분할되었다.
1835년 멕시코 헌법이 개정되기 전까지 존재했고, 1835년 헌법에서는 연방공화제에서 중앙집권제로 바뀌었고, 주(州)에 해당하는 에스타도(estado)는 성(省)에 해당하는 데파르타멘토(departamento)가 되었다. 코아우일라이테하스 주는 코아우일라 성과 테하스 성의 두 성으로 나뉘었으며, 후자가 텍사스 공화국이 되어 오늘날의 텍사스가 되었다.
코아우일라와 텍사스는 산타 안나 정부의 중앙집권적 통치에 반발하여 양쪽 모두 멕시코에서 탈퇴했다. 텍사스 공화국을 형성하였던 텍사스, 코아우일라에 누에보레온, 타마울리파스가 더해져 1년을 지속하지 못했던, 단명한 리오그란데 공화국을 건국했다.

## 같이 보기
- 멕시코령 텍사스
- 텍사스 혁명